# دروغگو و معشوقش
دروغگو و معشوقش (کره‌ای: 그녀는 거짓말을 너무 사랑해) یک مجموعهٔ تلویزیونی کره جنوبی سال ۲۰۱۷ با بازی لی هیون-وو، جوی، لی جونگ جین، لی سو وون و هونگ سو یونگ است. این مجموعه بر پایهٔ مانگای مشهور ژاپنی کانوجو وا اوسو او آیی‌شی‌سوگی‌ته‌رو از کیتومی آئوکی است. دروغگو و معشوقش از ۲۰ مارس تا ۹ مه ۲۰۱۷، روزهای دوشنبه و سه‌شنبه ساعت ۲۳:۰۰ (کی‌اس‌تی) از تی‌وی‌ان برای ۱۶ قسمت پخش شد. این مجموعه همچنین در ۱ اکتبر ۲۰۱۹ به صورت بین‌المللی در نتفلیکس منتشر شد.

## بازیگران

### اصلی
- لی هیون-وو در نقش کانگ هان گیول/کی[۸]
- جوی در نقش یون سو ریم[۹][۱۰]
- لی جونگ جین در نقش چوی جین هیوک
- لی سو وون در نقش سو چان یونگ[۱۱]
- هونگ سو یونگ در نقش چه یو نا[۱۲]